# Pseudoneureclipsis hai
Pseudoneureclipsis hai is een schietmot uit de familie Dipseudopsidae. De soort komt voor in het Oriëntaals gebied.